# Visz
Visz is een plaats (község) en gemeente in het Hongaarse comitaat Somogy. Visz telt 213 inwoners (2001).